# Saumos
Saumos är en kommun i departementet Gironde i regionen Nouvelle-Aquitaine i sydvästra Frankrike. Kommunen ligger i kantonen Castelnau-de-Médoc som tillhör arrondissementet Lesparre-Médoc. År 2022 hade Saumos 549 invånare.

## Befolkningsutveckling
Antalet invånare i kommunen Saumos
Referens:INSEE